# Клаусура 2011 (Сальвадор)
Клаусура 2011 (исп. Torneo Clausura 2011) — вторая половина 77-го сезона чемпионата Сальвадора по футболу.

## Участники
| Команда           | Город                |
| ----------------- | -------------------- |
| Альянса           | Сан-Сальвадор        |
| ФАС               | Санта-Ана            |
| Исидро Метапан    | Метапан              |
| Луис Анхель Фирпо | Усулутан             |
| Агила             | Сан-Мигель           |
| Атлетико Марте    | Сан-Сальвадор        |
| Виста Эрмоса      | Сан-Франциско Готера |
| УЭС               | Сан-Сальвадор        |
| Онсе Мунисипаль   | Ауачапан             |
| Атлетико Бальбоа  | Ла-Уньон             |

## Турнирная таблица
| М  | Команда           | И  | В | Н | П  | Мячи    | ±   | О  | Примечания     |
| -- | ----------------- | -- | - | - | -- | ------- | --- | -- | -------------- |
| 1  | Альянса           | 18 | 8 | 5 | 5  | 32 − 21 | +11 | 29 | Финальная фаза |
| 2  | ФАС               | 18 | 7 | 8 | 3  | 29 − 24 | +5  | 29 | Финальная фаза |
| 3  | Исидро Метапан    | 18 | 9 | 2 | 7  | 26 − 24 | +2  | 29 | Финальная фаза |
| 4  | Луис Анхель Фирпо | 18 | 8 | 4 | 6  | 24 − 15 | +9  | 28 | Финальная фаза |
| 5  | Агила             | 18 | 7 | 6 | 5  | 27 − 21 | +6  | 27 |                |
| 6  | Атлетико Марте    | 18 | 8 | 3 | 7  | 25 − 24 | +1  | 27 |                |
| 7  | Виста Эрмоса      | 18 | 6 | 8 | 4  | 19 − 15 | +4  | 26 |                |
| 8  | УЭС               | 18 | 3 | 8 | 7  | 14 − 25 | −11 | 17 |                |
| 9  | Онсе Мунисипаль   | 18 | 2 | 9 | 7  | 17 − 27 | −10 | 15 |                |
| 10 | Атлетико Бальбоа  | 18 | 3 | 5 | 10 | 11 − 28 | −17 | 14 |                |

И — игры, В — выигрыши, Н — ничьи, П — проигрыши, Мячи — забитые и пропущенные голы, ± — разница голов, О — очки

## Финальная фаза

### Полуфиналы
Первые матчи были проведены 30 апреля—1 мая, а ответные состоялись 8 мая.
| Команда 1         | Итог | Команда 2 | 1-й матч | 2-й матч |
| ----------------- | ---- | --------- | -------- | -------- |
| Исидро Метапан    | 2:5  | ФАС       | 3:2      | 0:2      |
| Луис Анхель Фирпо | 2:2  | Альянса   | 1:1      | 1:1      |

### Финал
| Альянса               | 2:1 (1:0) | ФАС          |
| --------------------- | --------- | ------------ |
| Селайя 41′ (пен.) 74′ | Отчёт     | Веласкес 82′ |

| Чемпион Сальвадора (Клаусура) 2011 |
| ---------------------------------- |
| Альянса в 10-й раз                 |